# Stazione di Salvaterra
La stazione di Salvaterra era una stazione ferroviaria posta sulla linea Verona-Rovigo. Serviva l'abitato di Salvaterra, frazione del comune di Badia Polesine.